# Grand Prix automobile de Suède 1976
Résultats du Grand Prix de Suède de Formule 1 1976 qui a eu lieu sur le circuit de Scandinavie à Anderstorp près de Jönköping le 13 juin 1976.

## Classement
| Pos  | N° | Pilote             | Écurie                      | Tours | Temps/Abandon       | Grille | Points |
| ---- | -- | ------------------ | --------------------------- | ----- | ------------------- | ------ | ------ |
| 1    | 3  | Jody Scheckter     | Tyrrell-Ford Cosworth       | 72    | 1 h 46 min 53 s 729 | 1      | 9      |
| 2    | 4  | Patrick Depailler  | Tyrrell-Ford Cosworth       | 72    | + 19 s 766          | 4      | 6      |
| 3    | 1  | Niki Lauda         | Ferrari                     | 72    | + 33 s 866          | 5      | 4      |
| 4    | 26 | Jacques Laffite    | Ligier-Matra                | 72    | + 55 s 819          | 7      | 3      |
| 5    | 11 | James Hunt         | McLaren-Ford Cosworth       | 72    | + 59 s 483          | 8      | 2      |
| 6    | 2  | Clay Regazzoni     | Ferrari                     | 72    | + 1 min 00 s 366    | 11     | 1      |
| 7    | 10 | Ronnie Peterson    | March-Ford Cosworth         | 72    | + 1 min 03 s 493    | 9      |        |
| 8    | 8  | Carlos Pace        | Brabham-Alfa Romeo          | 72    | + 1 min 11 s 613    | 10     |        |
| 9    | 16 | Tom Pryce          | Shadow-Ford Cosworth        | 71    | + 1 tour            | 12     |        |
| 10   | 9  | Vittorio Brambilla | March-Ford Cosworth         | 71    | + 1 tour            | 15     |        |
| 11   | 12 | Jochen Mass        | McLaren-Ford Cosworth       | 71    | + 1 tour            | 13     |        |
| 12   | 17 | Jean-Pierre Jarier | Shadow-Ford Cosworth        | 71    | + 1 tour            | 14     |        |
| 13   | 19 | Alan Jones         | Surtees-Ford Cosworth       | 71    | + 1 tour            | 18     |        |
| 14   | 35 | Arturo Merzario    | March-Ford Cosworth         | 70    | Moteur              | 19     |        |
| 15   | 18 | Brett Lunger       | Surtees-Ford Cosworth       | 70    | + 2 tours           | 24     |        |
| Abd. | 24 | Harald Ertl        | Hesketh-Ford Cosworth       | 54    | Sortie de piste     | 23     |        |
| Abd. | 34 | Hans-Joachim Stuck | March-Ford Cosworth         | 52    | Moteur              | 20     |        |
| Abd. | 5  | Mario Andretti     | Lotus-Ford Cosworth         | 45    | Moteur              | 2      |        |
| Abd. | 22 | Chris Amon         | Ensign-Ford Cosworth        | 38    | Accident            | 3      |        |
| Abd. | 21 | Michel Leclère     | Wolf-Williams-Ford Cosworth | 20    | Moteur              | 25     |        |
| Abd. | 37 | Larry Perkins      | Boro-Ford Cosworth          | 18    | Moteur              | 22     |        |
| Abd. | 30 | Emerson Fittipaldi | Copersucar-Ford Cosworth    | 10    | Tenue de route      | 21     |        |
| Abd. | 32 | Loris Kessel       | Brabham-Ford Cosworth       | 5     | Accident            | 26     |        |
| Abd. | 6  | Gunnar Nilsson     | Lotus-Ford Cosworth         | 2     | Accident            | 6      |        |
| Abd. | 7  | Carlos Reutemann   | Brabham-Alfa Romeo          | 2     | Moteur              | 16     |        |
| Abd. | 28 | John Watson        | Penske-Ford Cosworth        | 0     | Accident            | 17     |        |
| Nq.  | 33 | Jac Nelleman       | Brabham-Ford Cosworth       |       | Non qualifié        |        |        |

Légende :
- Abd.=Abandon

## Pole position et record du tour
- Pole position : Jody Scheckter en 1 min 25 s 659 (vitesse moyenne : 168,865 km/h).
- Tour le plus rapide : Mario Andretti en 1 min 28 s 002 au 11e tour (vitesse moyenne : 164,369 km/h).

## Tours en tête
- Mario Andretti : 45 (1-45)
- Jody Scheckter : 27 (46-72)

## À noter
- 4e victoire pour Jody Scheckter.
- 20e victoire pour Tyrrell en tant que constructeur.
- 88e victoire pour Ford Cosworth en tant que motoriste.
- 1re et dernière victoire d'une monoplace à 6 roues en championnat du monde de F1.